# 170927 Dgebessire
170927 Dgebessire este un asteroid din centura principală de asteroizi.

## Descriere
170927 Dgebessire este un asteroid din centura principală de asteroizi. A fost descoperit pe 5 ianuarie 2005 la Vicques (Jura) de Michel Ory. Asteroidul prezintă o orbită caracterizată de o semiaxă mare de 2,34 ua, o excentricitate de 0,08 și o înclinație de 8,1° în raport cu ecliptica.